# Jan Oblak
Jan Oblak (Škofja Loka, el 7 de gener de 1993) és un jugador professional de futbol eslovè que juga com a porter per l'Atlètic de Madrid i la selecció de futbol d'Eslovènia.
Està àmpliament considerat com a un dels millors porters del món.
Oblak va fitxar pel club portuguès Benfica als 17 anys i va formar part de l'equip que va guanyar el triplet nacional la temporada 2013-14. El 2014 va fitxar per l'Atlètic de Madrid per 16 milions d'euros, convertint-se en el porter més car de la Lliga en aquell moment. A la temporada 2015-16, va guanyar el Trofeu Ricardo Zamora al millor porter, encaixant un mínim històric de 18 gols. Va tornar a guanyar el premi les tres temporades següents, i dues més el 2021 i el 2025 per un rècord de sis trofeus. Oblak també va ser nominat als premis Pilota d'Or del 2017 i el 2018, després de les seves actuacions consistents amb el seu club.
Amb més de 450 partits amb l'Atlètic de Madrid, Oblak ha guanyat quatre trofeus amb el club, inclosa l'edició 2020-21 de la Lliga.
Oblak va debutar amb la selecció absoluta d'Eslovènia el 2012 i ha estat nomenat Futbolista Eslovè de l'Any en vuit ocasions. També va formar part de les seleccions juvenils d'Eslovènia, des de la sub-15 fins a la sub-21. Va representar la selecció absoluta a l'Eurocopa 2024.

## Carrera de club

### Olimpija
Nascut a la ciutat de Škofja Loka, a l'Alta Carniola, Oblak va començar a jugar a futbol als cinc anys al club de la seva ciutat natal, el Ločan. Als deu anys, va passar a l'acadèmia juvenil de l'Olimpija, on va romandre fins al final de la temporada 2004-05, quan el club es va dissoldre. Després es va traslladar al Bežigrad, que, després d'una sèrie de canvis de nom, va esdevenir l'Olimpija Ljubljana el 2008. L'any següent, Oblak va rebutjar un contracte del club italià Empoli a favor d'una prova al Fulham FC, però finalment no va deixar el club i va comprometre el seu futur amb una extensió de contracte fins al 2011. El 17 de maig de 2009, Oblak, de 16 anys, va debutar com a professional amb l'Olimpija Ljubljana a la Segona Lliga eslovena 2008-09 en una victòria per 7-2 contra el Mura 05. L'Olimpija Ljubljana va aconseguir l'ascens a la PrvaLiga per a la temporada 2009-10 com a guanyador de la lliga. La temporada següent, Oblak va ser el porter principal de l'equip, i només es va perdre tres partits de lliga, en què el club va acabar quart a la taula de la lliga.

### Benfica
El 14 de juny de 2010, Oblak va signar un contracte amb el club portuguès Benfica, que el va cedir al SC Beira-Mar, un altre club de primera de Portugal, l'agost de 2010. Després va fitxar per l'SC Olhanense en qualitat de cedit el gener de 2011, fins al final de la temporada 2010-11.
El Benfica va cedir Oblak a un altre equip portuguès, la União de Leiria, per a la campanya 2011-12. Va debutar a la lliga el 15 de gener de 2012, en un empat a 2 fora de casa contra el Nacional. El 29 d'abril de 2012, després que la majoria de l'equip del Leiria rescindís els seus contractes a causa de problemes financers dins del club, Oblak va ser un dels vuit únics jugadors que van participar en el partit de lliga a casa contra el Feirense en una eventual derrota a casa per 4-0.
El juliol de 2013, Oblak no es va presentar a l'entrenament de pretemporada, al·legant que no tenia contracte amb el Benfica. A finals del mes següent, va signar una extensió de contracte fins al 2018, descrivint la situació com un "malentès".
Després que el porter titular Artur cometés una sèrie d'errors a mitjans de la temporada 2013-14, l'entrenador del Benfica, Jorge Jesus, el va deixar de banda en favor d'Oblak, i aquest últim va aconseguir mantenir la porteria a zero en els seus primers partits com a titular, sobretot en una victòria per 2-0 a casa contra el Porto  i un empat a 0 contra la Juventus a les semifinals de la UEFA Europa League. Finalment, va guanyar el premi al Millor Porter de l'Any de la lliga el 6 de juliol de 2014.

### Atlètic de Madrid

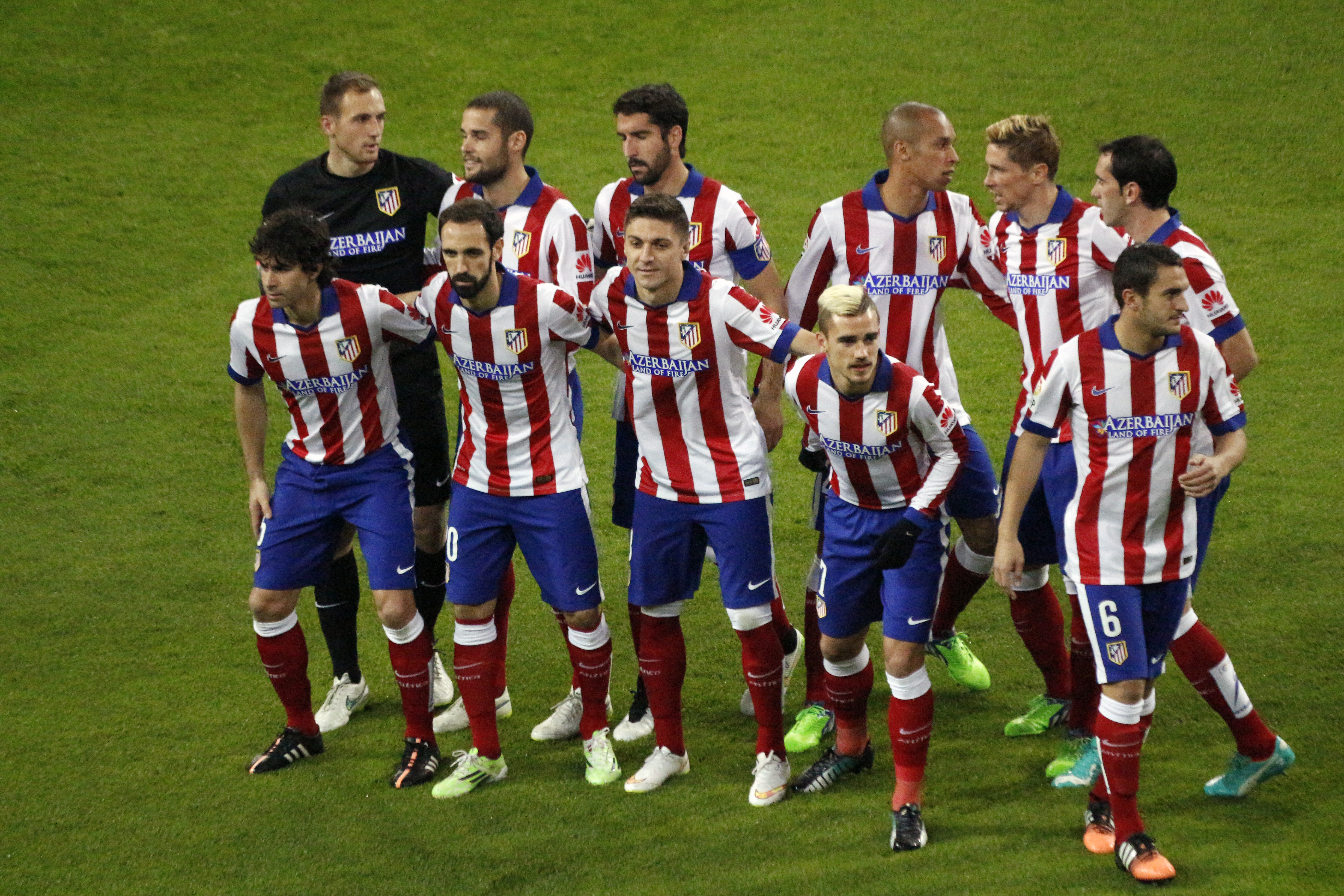
Oblak (de negre) abans d'un partit amb l'Atlètic de Madrid el 2015

El 16 de juliol de 2014, l'Atlètic de Madrid va anunciar que havia arribat a un acord amb el Benfica per al traspàs d'Oblak, pendent d'una revisió mèdica. L'Atlètic va pagar 16 milions d'euros pel jugador eslovè, convertint-lo en el porter més car de la història de la Lliga. Oblak va fitxar pel Madrid amb un contracte de sis anys com a substitut de Thibaut Courtois, que havia tornat a jugar amb el seu club matriu, el Chelsea, després del venciment de la seva cessió. Durant la seva presentació, el 22 de juliol de 2014, Oblak va dir: "No vinc a substituir ningú. Vinc com un jugador més. Sóc aquí juntament amb la resta de jugadors i porters. Faré tot el que estigui al meu abast per defensar aquesta samarreta i aconseguir grans resultats aquesta temporada. Faré tot el que estigui a la meva mà per ajudar l'equip".

#### 2014–2016: Primer Trofeu Zamora i final de la Lliga de Campions
Oblak va romandre a la banqueta de suplents en el seu primer partit competitiu el 19 d'agost de 2014, l'anada de la Supercopa d'Espanya 2014 contra el Reial Madrid, i va jugar Miguel Ángel Moyà al seu lloc. Va debutar el 16 de setembre de 2014, en una derrota per - fora de casa contra l'Olympiacos en el primer partit de la fase de grups de la Lliga de Campions de la temporada. La seva primera porteria a zero va ser en el seu primer partit de la Copa del Rei, una victòria per 3-0 fora de casa contra l'Hospitalet a l'anada dels setzens de final el 3 de desembre de 2014. El 17 de març de 2015, va substituir el lesionat Moyà al minut 23 del partit de tornada dels vuitens de final de la Lliga de Campions contra el Bayer Leverkusen, i va mantenir la porteria a zero en una victòria per 1-0 a casa. L'empat va anar a la tanda de penals, en què va aturar el primer intent de Hakan Çalhanoğlu del Leverkusen en un triomf final. Quatre dies després, a causa de la lesió, va debutar a la lliga, mantenint la porteria a zero en una victòria per 2-0 a casa contra el Getafe, el seu veí.
El febrer de 2016, Oblak va ser recompensat amb una extensió de contracte fins al 2021 amb una clàusula de rescissió de 77,5 milions de lliures. El 3 de maig de 2016, Oblak va aturar el penal de Thomas Müller a l'Allianz Arena al partit de tornada de les semifinals de la Lliga de Campions; tot i que l'Atlètic va perdre el partit per 2-1, va avançar a la final per gols marcats fora de casa. A la final, però, l'Atlètic va perdre contra el Reial Madrid per 5-3 als penals, i Oblak no va aconseguir aturar cap dels cinc intents. Malgrat això, va ser inclòs a la plantilla de la temporada de la Lliga de Campions 2015-16. Quan va acabar la temporada nacional, va guanyar el Trofeu Ricardo Zamora al millor porter, després d'haver encaixat 18 gols en 38 partits, igualant el rècord de 22 anys de Francisco Liaño, del Deportivo de La Coruña.

#### 2016–2019: títol de l'Europa League i altres premis Zamora
Oblak va rebre atenció el 15 de març de 2017, en un partit de la Lliga de Campions contra el Bayer Leverkusen, on va fer tres aturades seguides per assegurar un empat a zero i el pas als quarts de final. Va dir al lloc web de la UEFA: "Aquestes són coses que passen. De vegades atures tres xuts i altres vegades els marquen els tres". Va ser inclòs de nou a la plantilla de la Lliga de Campions de la UEFA 2016-17 de la temporada i també va guanyar el segon Trofeu Ricardo Zamora consecutiu. També va ser preseleccionat per a la Pilota d'Or 2017, on va acabar 26è amb 4 vots. El 28 de gener de 2018, Oblak va jugar el seu partit de lliga número 100 amb l'Atlètic quan va ser titular contra UD Las Palmas. En els 100 partits de lliga, va mantenir la porteria a zero 59 vegades i només va encaixar 54 gols. A la final de la Lliga Europa de la UEFA del 2018, Oblak va mantenir la porteria a zero i el seu equip va guanyar per 3-0 contra l'Olympique de Marsella, aconseguint el seu tercer títol de l'Europa League en vuit anys. Aquest va ser el primer títol europeu d'Oblak, després d'haver estat subcampió dues vegades. Gràcies a les seves actuacions, va ser inclòs a l'equip de l'Europa League de la temporada. Al final de la temporada nacional, va guanyar el Trofeu Ricardo Zamora per tercera vegada consecutiva, després d'haver encaixat només 22 gols en 37 partits. També va ser guardonat amb el premi al millor porter de la Lliga per tercera temporada consecutiva, convertint-se així en el primer porter a guanyar el premi tres vegades. Va ser inclòs de nou a la llista de finalistes de la Pilota d'Or del 2018, aquesta vegada rebent dos vots, ja que va acabar en la 25a posició de la llista final.
El 6 de novembre de 2018, Oblak va mantenir la porteria a zero en una victòria per 2-0 a casa contra el Borussia Dortmund a la fase de grups de la Lliga de Campions de la UEFA. D'aquesta manera, va mantenir la seva porteria a zero número 100 amb l'Atlètic, una gesta que va aconseguir en 178 partits oficials. El 17 d'abril de 2019, Oblak va acceptar una extensió de contracte de quatre anys amb el club, mantenint-lo al club fins al 2023.
Al final de la temporada, Oblak va guanyar el Trofeu Ricardo Zamora per quarta temporada consecutiva, igualant així el rècord de Víctor Valdés de més Trofeus Zamora guanyats consecutius. També va ser guardonat amb el premi al millor porter de la temporada de la Lliga per quarta vegada consecutiva.

#### 2019–2021: Rècord de porteria a zero i primer títol de la Lliga
Abans de la temporada 2019-20, va ser nomenat vicecapità de l'equip, darrere de Koke. El 21 d'octubre de 2019, Oblak va ser nominat per a l'edició inaugural del Trofeu Yashin, la Pilota d'Or dels porters. Va acabar en quarta posició. El 6 de desembre de 2019, Oblak va mantenir la porteria a zero en un empat a 0 fora de casa contra el Vila-real. D'aquesta manera, va batre el rècord del club d'Abel Resino de més porteries a zero amb la seva 96a porteria a zero en el seu 169è partit de lliga.
L'11 de març de 2020, després de la victòria de l'Atlètic de Madrid per 3-2 fora de casa contra el Liverpool, vigent campió, als vuitens de final de la Lliga de Campions de la UEFA, Oblak, en el seu cinquantè partit de la Lliga de Campions, va rebre el premi al jugador del partit de la UEFA, després de fer nou aturades per ajudar el seu equip a progressar als quarts de final amb un global de 4-2. El 17 de juny de 2020, Oblak va mantenir la porteria a zero en una victòria per 5-0 fora de casa contra l'Osasuna, el seu 182è partit de lliga, i així va esdevenir el porter més ràpid a aconseguir les 100 porteries a zero a la història de la Lliga, superant un rècord de gairebé 50 anys de Miguel Reina, que va fer el mateix en 222 partits de lliga. Oblak també va esdevenir el primer porter no espanyol a mantenir la porteria a zero 100 vegades a la història de la Lliga. El 27 de juny de 2020, Oblak va jugar el seu partit número 250 amb l'Atlètic, en una victòria contra el Deportivo Alavés per 2-1. Ha assolit la fita només una setmana després d'igualar José Francisco Molina com el segon porter amb més partits a la història del club.
La temporada 2020-21, Oblak va guanyar el títol de la Lliga amb l'Atlètic de Madrid. Va aconseguir mantenir la porteria a zero en 18 partits, a més d'aconseguir un percentatge d'aturades del 80% durant la temporada. També va guanyar el Trofeu Zamora per cinquena vegada, igualant el rècord d'Antoni Ramallets i Víctor Valdés. A més, va ser guardonat amb el premi al Jugador de la Temporada de la Lliga per primera vegada a la seva carrera.

#### 2021–present: Registres d'aparicions i extensió de contracte
El 15 d'agost de 2021, Oblak va jugar el seu 304è partit competitiu amb l'Atlètic de Madrid i va esdevenir el porter amb més aparicions amb el club, superant el rècord anterior d'Abel Resino. El juliol de 2022, es va informar que Oblak havia ampliat el seu contracte amb l'Atlètic de Madrid fins al 2028.
El 9 de maig de 2023, Oblak va jugar el seu partit número 390 amb l'Atlètic en una victòria per 2-1 fora de casa contra el Rayo Vallecano, i va esdevenir el jugador estranger amb més internacionalitats del club i superant el rècord anterior de Diego Godín. El 24 de setembre va jugar el seu partit número 300 a la Lliga en una victòria per 3-1 contra el Reial Madrid, convertint-se en el setè jugador de l'Atlètic de Madrid a aconseguir aquesta gesta. També va esdevenir el cinquè porter estranger a assolir aquesta fita, després de Carlos Fenoy, Dudu Aouate, Leo Franco i Carlos Kameni.
El 13 de març de 2024, Oblak va aturar dos penals en una victòria a la tanda de penals contra l'Inter de Milà als vuitens de final de la Lliga de Campions, convertint-se en el primer porter de la història de la Lliga de Campions a guanyar tres tandes de penals amb un mateix club. En un partit de lliga contra la Real Societat el 6 d'octubre, Oblak va fer una doble aturada per impedir la golejada de Martín Zubimendi i Nayef Aguerd, cosa que més tard li valdria el premi a l'Aturada del Mes de la Lliga d'octubre.

## Carrera internacional

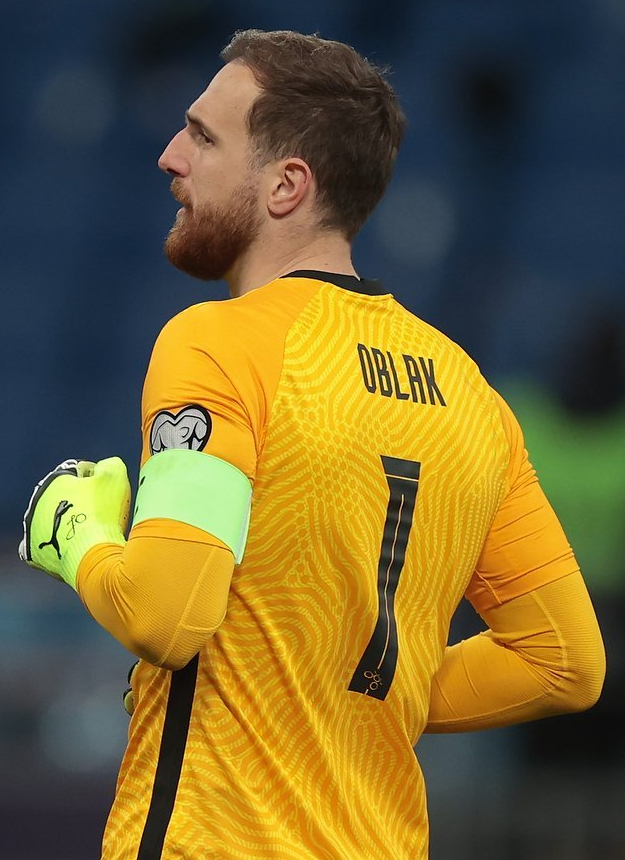
Oblak, capità d'Eslovènia el 2021

Oblak va ser convocat per primera vegada per la selecció sub-21 d'Eslovènia a l'agost de 2009, substituint el lesionat Jan Koprivec. Va debutar contra França el 9 de setembre d'aquell any, a la fase de classificació per al Campionat d'Europa sub-21 de la UEFA de 2011.
L'11 de setembre de 2012, Oblak va debutar amb la selecció absoluta, com a titular en una derrota per 2-1 fora de casa contra Noruega a la fase de classificació per a la Copa del Món de la FIFA 2014.
Es va convertir en el porter titular de la selecció nacional després de la retirada internacional de Samir Handanović a finals del 2015; tanmateix, va fer una pausa en les seves obligacions internacionals durant la Lliga de Nacions de la UEFA 2018-19, a causa d'una lesió al braç que patia en aquell moment.
El 6 de setembre de 2019, Oblak va ser el capità d'Eslovènia per primera vegada.

## Estil de joc
Considerat un dels millors porters del món per diversos experts, Oblak és un porter alt, atlètic i físicament fort. És conegut principalment per la seva velocitat, els seus reflexos ràpids i la seva agilitat, així com per la seva lectura del joc, i en particular, pel seu excel·lent maneig i la seva capacitat per sortir de la seva línia i recollir les centrades, cosa que li permet destacar a l'aire i dominar la seva àrea amb eficàcia. També ha estat elogiat pels mitjans de comunicació pel seu ritme de treball, el seu posicionament excepcional, el seu treball de peus, la seva capacitat per aturar xuts i la seva serenitat a la porteria, així com per la seva consistència general, el seu lideratge i la seva capacitat per infondre confiança a la defensa del seu equip.

## Vida personal
Oblak va néixer de pare eslovè, Matjaž Oblak, i mare sèrbia bosniana, Stojanka Majkić. La seva germana gran, Teja Oblak (nascuda el 1990), és una jugadora de bàsquet professional i membre de la selecció nacional d'Eslovènia.
Des del 2023, Oblak manté una relació amb la tennista sèrbia Olga Danilović.

## Palmarès
NK Olimpija Ljubljana
- 1 Segona divisió eslovena: 2008-09.[10]

SL Benfica
- 1 Lliga portuguesa: 2013-14.[22]
- 1 Copa portuguesa: 2013-14.[22]
- 1 Copa de la Lliga portuguesa: 2014.[22]

Atlético de Madrid
- 1 Lliga Europa de la UEFA: 2017-18.
- 1 Supercopa d'Europa: 2018.[89][90]
- 1 Lliga espanyola: 2020-21.[91]
- 1 Supercopa d'Espanya: 2014.[92] subcampió: 2019–20

Individual
- Millor porter de la Primeira Liga: 2013–14 [21]
- Trofeu Zamora: 2015–16,[38] 2016–17,[93] 2017–18,[94] 2018–19,[95] 2020–21,[96] 2024–25 [97]
- Equip de la temporada de la Lliga: 2015–16 [98]
- Plantilla de la temporada de la Lliga de Campions de la UEFA: 2015–16, 2016–17,[99] 2019–20 [100]
- Millor porter de la Lliga: 2015–16 [101]
- Equip de la temporada de la UEFA La Liga: 2015–16, 2016–17, 2017–18, 2018–19 [102][103][104][105]
- Equip de la temporada de la UEFA Europa League: 2017–18 [46]
- Futbolista eslovè de l'any : 2015, 2016, 2017, 2018, 2020, 2021, 2023, 2024 [106][107]
- Futbolista juvenil eslovè de l'any : 2012, 2013 [108]
- Jugador del mes de la Lliga: maig de 2021 [109]
- Salvada de la temporada a la Lliga: 2024–25 [110]
- Salvada del mes de la Lliga : octubre de 2024 [70]
- Jugador de la temporada de la Lliga: 2020–21 [111]
- Equip de l'any de l'ESM: 2020–21 [112]